# Ugo Puccini Banfi
Ugo Eugenio Puccini Banfi (Barranquilla, 21 de octubre de 1935), es un obispo católico colombiano. Fue obispo de Santa Marta, Magdalena (1988-2014). Es Obispo Emérito de Santa Marta (desde 2014).

## Primeros años y formación universitaria
Hijo de padres inmigrantes italianos, Vicente Puccini y Josefina Banfi, siendo el sexto de siete hermanos. Tras realizar sus estudios en el Colegio Biffi - La Salle de Barranquilla (1944-1953), realizó el pregrado en la Universidad Pontificia Bolivariana de Medellín (1955-1959), donde se graduó como ingeniero químico. En esa época se alojó en la residencia "Urabá", un centro del Opus Dei. En 1960 inició sus estudios de teología en la Pontificia Universidad Lateranense de Roma obteniendo la licenciatura en Teología.  

## Ordenación
Diaconado: En el año 1967 es ordenado diácono en la ciudad de Madrid, España. 
Presbiterado: El 27 de agosto de 1967 es ordenado presbítero, en la iglesia de San Miguel en Segovia, España, por el obispo Daniel Llorente Federico, obispo de Segovia, incardinándose al clero de la prelatura personal de la Santa Cruz y Opus Dei. Celebra su primera santa misa rezada en Molinoviejo, un centro de retiros del Opus Dei en Ortigosa del Monte (Segovia).
Ejerció su ministerio sacerdotal en varios centros del Opus Dei, tanto en España como en Colombia (1967-1987). Predicó diversos retiros espirituales, orientó a personas en dirección espiritual y participó en encuentros culturales, tanto para sacerdotes como para laicos. Fue consiliario del Opus Dei en Colombia (1969-1977)
Episcopado: El 9 de diciembre de 1977 fue nombrado obispo por el Papa Pablo VI, preconizado como obispo titular de Sala Consilina y auxiliar de Barranquilla, entonces gobernada por el arzobispo Germán Villa Gaviria. Allí recibió su consagración episcopal el 18 de febrero de 1978.
El 5 de diciembre de 1987 fue nombrado por el Papa Juan Pablo II como obispo de la Diócesis de Santa Marta. Permaneció en la diócesis desde su toma de posesión el 22 de enero de 1988, hasta el 5 de agosto de 2014 cuando dimitió al cargo, siendo este sustituido por monseñor Luis Adriano Piedrahíta Sandoval, fallecido a causa del coronavirus el 11 de enero de 2021.
Durante su pontificado ordenó a algo más de setenta presbíteros y a un diácono permanente; reabrió el Seminario Mayor San José; y erigió varias jurisdicciones parroquiales como María Auxiliadora o El Señor de los Milagros en Fundación.
Solicitó a la Santa Sede la creación de la Diócesis de El Banco, en razón al gran tamaño y dispersión del departamento del Magdalena. La diócesis fue creada el 17 de enero de 2006 mediante la bula Munus Nostrum del Papa Benedicto XVI.